# Bradystichus tandji
Bradystichus tandji är en spindelart som beskrevs av Norman I. Platnick och Forster 1993. Bradystichus tandji ingår i släktet Bradystichus och familjen vårdnätsspindlar.
Artens utbredningsområde är Nya Kaledonien. Inga underarter finns listade.